# Саутенд-он-Сі
Сауте́нд-он-Сі (англ. Southend-on-Sea) — місто у Великій Британії, в графстві Ессекс Східної Англії.
Населення міста становить 159,3 тис. осіб (2006). Площа становить 41,8 км².
Спочатку місто було південною частиною села Пріттлвел й відігравало роль морського курорту в епоху короля Георга. Пірс Саутенда — найдовший пірс для розваг у світі (2,2 км). В місті відкритий університет Ессекса, діє парк розваг «Острів пригод». Має залізничне сполучення з Лондоном.